# Halldóra Geirharðsdóttir
Halldóra Geirharðsdóttir, también conocida como Dóra Wonder (Reikiavik, 12 de agosto de 1968) es una actriz islandesa de teatro, televisión y cine. En los años 90 fue además saxofonista y voz del grupo Risaeðlan (Dinosaurio). 

## Biografía
Halldóra Geirharðsdóttir se graduó en 1995 en la Escuela de Arte Dramático de Islandia. Ha trabajo en teatro, cine y publicidad. Estudió saxofón y en 1996 formó parte del grupo Risaeðlan (Dinosaurios) (saxofón y voz). Es también conocida por el personaje de la payasa Bárbara.
Tiene una larga carrera en teatro, televisión y publicidad.
En 2018, protagonizó "La mujer de la montaña" cuyo trabajo ha sido reconocido especialmente en el ámbito internacional con diversos premios. En ella interpreta el doble papel de Halla y su hermana gemela Ása. una película en la que se cruzan feminismo, crianza y activismo ecologista a través de la historia de su personaje, el de una profesora de canto soltera e independiente de 50 años que declara la guerra a la industria local del aluminio que está contaminando su país.  La película, dirigida por Benedikt Erlingsson -un actor y director al que la actriz conoce desde la infancia y con quien trabajó en el Teatro Nacional y otros proyectos-  ganó, entre otros, el premio Lux Prize y el Gran Premio del Público al Festival del Cine de Sevilla 2018.
"Durante toda mi carrera -señala Halidóra- nunca había leído un papel como ese escrito para una actriz, para una mujer. Me explico: apareces en casi todas las escenas, no tienes un marido o un novio, no tienes que desnudarte en ninguna escena. Es algo extraordinario."
Es colaboradora habitual de Unicef con quien ha viajado a África, Perú, Uganda, Haití, Ecuador.

### Vida personal
Tiene cinco hijos, y tres nietos (2019). Tuvo a su primera hija con 20 años, el menor en 2019 tiene 12 años.

## Feminismo
Geirharðsdóttir se reconoce como feminista y se posiciona en favor de la igualdad entre hombres y mujeres siendo partidaria de leyes que garanticen la paridad para garantizar la igualdad de derechos.

## Premios y reconocimientos
- 2018 Mejor Actriz en la SEMINCI por "La mujer de la montaña".[9]
- 2018 finalista al premio de mejor actriz de los Premios de Cine Europeo[5]

## Filmografía
- Metalhead (Málmhaus), Ragnar Bragason, 2013
- Caballos y hombres ( Hross í oss ), Benedikt Erlingsson, 2013
- Fangar, Ragnar Bragason, 6 episodios de 50 minutos, 2017
- La mujer de la montaña ( Kona iron í stríð), película francesa, islandesa y ucraniana de Benedikt Erlingsson, 2018

### Series
- Case (2015) en el papel de Guðný. 10 episodios[10]